# Зелёные падальницы
Зелёные падальницы (лат. Lucilia) — космополитически распространённый род двукрылых из семейства каллифорид из подсемейства Luciliinae.

## Описание
Блестяще зелёные, бронзовые или синие мухи. Глаза голые. На лбу у самцов нет направленных наружу орбитальных щетинок, у самок имеются на орбитах щетинка направленная наружу и две щетинки направленные вперёд. Ариста усиков в длинных (оперённая) или коротких (опушённая) волосках. Волоски на костальной жилке крыла снизу имеются и за местом впадения в неё первой радиальной жилки. Грудная чешуйка крыла сверху голая.

## Экология
Имаго питаются нектаром, падалью и разлагающимся веществами. Личинки развиваются на разлагающихся веществах животного происхождения. Некоторые виды являются паразитами, вызывая миазы у человека и животных. Личинки Lucilia cuprina развиваются на овцах, а Lucilia bufonivora паразитирует на бесхвостых земноводных. Известны также как переносчики инфекционных заболеваний, например полиомиелита. Некоторые виды имеют ветеринарное и медицинское значение, а также используются в судебной медицине.

## Классификация
Род включают в подсемейство Luciliinae вместе с родами Dyscritomyia, Hemipyrellia и Hypopygiopsis. Некоторыми авторами внутри рода выделялось множество подродов, а иногда они выделялись в отдельные роды, другие авторы считают, что причин делить этот род на подроды нет. В состав рода включают следующие виды:
- Lucilia albofusca Whitworth, 2014
- Lucilia ampullacea Villeneuve, 1922
- Lucilia aureovultu Theowald, 1957
- Lucilia bismarckensis Kurahashi, 1987
- Lucilia bufonivora Moniez, 1876
- Lucilia caesar (Linnaeus, 1758)
- Lucilia calviceps Bezzi, 1927
- Lucilia cluvia (Walker, 1849)
- Lucilia coeruleifrons Macquart, 1851
- Lucilia coeruleiviridis Macquart, 1855
- Lucilia cuprina (Wiedemann, 1830)
- Lucilia deceptor (Curran, 1934b)
- Lucilia elongata Shannon, 1924
- Lucilia eximia (Wiedemann, 1819)
- Lucilia fayeae Whitworth, 2010
- Lucilia flavicornis Malloch, 1927
- Lucilia fumicosta Malloch, 1920
- Lucilia graphita Shannon, 1926
- Lucilia gressitti James, 1971
- Lucilia ibis Shannon, 1926
- Lucilia illustris (Meigen, 1826)
- Lucilia infernalis (Villeneuve, 1914)
- Lucilia japuhybensis (Mello, 1961)
- Lucilia lucigerens (James, 1971)
- Lucilia magnicornis (Siebke, 1863)
- Lucilia mexicana Macquart, 1843
- Lucilia nigrocoerulea Macquart, 1843
- Lucilia nitida Whitworth, 2014
- Lucilia ochricornis (Wiedemann, 1830)
- Lucilia papuensis Macquart, 1843
- Lucilia pionia (Walker, 1849)
- Lucilia porphyrina Walker, 1850
- Lucilia problematica Johnson, 1913
- Lucilia pulverulenta Whitworth, 2014
- Lucilia purpurascens (Walker, 1836)
- Lucilia regalis Meigen, 1826
- Lucilia retroversa (James, 1971)
- Lucilia rica Shannon, 1926
- Lucilia richardsi Collin, 1926
- Lucilia rognesi Whitworth, 2014
- Lucilia sericata (Meigen, 1826)
- Lucilia setosa (James, 1966)
- Lucilia silvarum Meigen, 1826
- Lucilia sinensis Aubertin, 1933
- Lucilia snyderi James, 1962
- Lucilia thatuna Shannon, 1926
- Lucilia vulgata Whitworth, 2014
- Lucilia woodi Whitworth, 2014